# Guerra de Kansala
La guerra de Kansala (llamada turban kelo) fue un conflicto bélico que enfrentó a los reinos de la etnia fulani Futa Toro y Futa Yallon en África Occidental, contra el reino de Gabú, controlado por etnias mandingas, entre los años 1865 y 1867. Se trató de un conflicto territorial y religioso, proclamando los fulani, de confesión islámica, la yihad contra los mandinga, que no profesaban el islam. La guerra se decidió con la batalla de Kansala, que supuso la quema de la población y la anexión de Gabú por parte de Futa Yallon.
Tras once días de asedio a Kansala, capital de Gabú, Janke Wali, último soberano gabú, ordenó abrir las puertas de su fortaleza, permitiendo la entrada a los fulani, liderados por el general de Futa Yallon Alfa Molo Balde. Los fulani prendieron fuego a los edificios y mataron a toda la gente que encontraron. Se dice que las mujeres mandinga decidieron suicidarse tirándose desde lo alto de los muros de la fortaleza.
La guerra se recuerda en la obra musical Chedo.